# Kunupia quadratipennis
Kunupia quadratipennis là một loài bướm đêm trong họ Noctuidae.